# وادي أهنما
أهنما (بفتح الهمزة وسكون الهاء بعدها نون مفتوحة وميم مفتوحة فألف) هو من أودية سراة بلاد بلقرن شرقي قرى الحرجة على بعد ثلاثة كيلوات. تأتي مياهه من سفوح جبال جرب الشمالية ويتجه شمالاً حتى عجمة الشد ثم ينحرف شرقاً فيصب فيه عدة روافد وشعاب منها وادي لريم ووادي عرعرة من الجنوب، وشعيب الأثايب من الشمال حتى يصب في وادي جمح، ويعد الوادي من المنتزهات الطبيعية لكثرة أشجار الظل ومياهه دائمة الجريان.